# 542461 Slovinský
542461 Slovinský è un asteroide della fascia principale. Scoperto nel 2010, presenta un'orbita caratterizzata da un semiasse maggiore pari a 3,1277266 au e da un'eccentricità di 0,0638247, inclinata di 10,70230° rispetto all'eclittica.